# توماس كوزاك
توماس كوساك (توفي عام 1496) (بالإنجليزية : Thomas Cusacke) محامي وقاضي إيرلندي، شغل مناصب النائب العام لأيرلندا ورئيس قضاة أيرلندا. لا ينبغي الخلط بينه وبين ابن عمه الأصغر السير توماس كوزاك، مستشار أيرلندا، الذي كان طفلًا في السادسة من عمره عندما توفي توماس كوساك الأكبر.
يذكر إلينجتون بول (مؤلف ومؤرخ إيرلندي) أن توماس كوساك كان ينتمي إلى فرع صغير من عائلة كوزاك الشهيرة في مقاطعة ميث. لذا يكون توماس كوساك هو ابن عم جون كوساك الذي ينحدر من قرية كوزينغتون: جون كان والد اللورد المستشار السير توماس كوزاك وسلفه من خلال حفيدته كاثرين كولي (ني كاثرين كوزاك ويليسلي) لدوق ويلينجتون.
عرف توماس لأول مرة في لندن عام 1472، عندما كان طالب قانون: ذهب إلى لندن، حيث حصل على ترخيص لاستيراد الحبوب إلى أيرلندا، وعين مدعياً عاماً لأيرلندا عام 1480.
مثل جميع القضاة الأيرلنديين تقريبًا في تلك الحقبة، كان عميلًا لـ جيرالد فيتز كيلدير، والذي كان تقريبًا ذو نفوذ مهيمن في أيرلندا لأكثر من 30 عامًا.
ارتكب كيلدير واتباعه خطأ بدعم لامبرت سيمنيل، المعارض للتاج الإنجليزي، الذي هزم بشكل حاسم في معركة ستوك فيلد في عام 1487.
كان الملك المنتصر هنري السابع رحيمًا بالمتمردين الأيرلنديين (كما فعل في الواقع لسيمنيل نفسه، الذي أصبح خادماً في الأسرة الملكية). أصدر عفوًا ملكيًا عن الغالبية العظمى من المتمردين، بما في ذلك كوساكاي، الذي أصبح فيما بعد رئيس القضاة في عام 1490.
كانت سياسة هنري للرأفة حدودها، وشكوكه القوية في أن النبلاء الأنجلو-إيرلنديين كانوا يساعدون معارضا آخر للعرش، بيركين واربيك، أدى إلى سقوط كيلدير المؤقت في عام 1494.
قام نائب اللورد الجديد في أيرلندا، السير إدوارد بوينينج، بتطهير عام للقضاة الإيرلنديين، بما في ذلك كوساك الذي تم استبداله بالمحامي الإنجليزي البارز توماس بورينج.
من 1496 فصاعدًا، استعاد كيلدير الكثير من نفوذه. عاد بعض حلفائه السابقين إلى مناصبهم، ولكن لم يُسمع بعد ذلك شيئا عن كوساك، مما يشير إلى أنه توفي ما بين 1494 و1496.